# اچ‌ام‌اس لینکس (۱۸۹۴)
اچ‌ام‌اس لینکس (۱۸۹۴) (به انگلیسی: HMS Lynx (1894)) یک کشتی بود که طول آن ۲۱۰ فوت (۶۴ متر) بود. این کشتی در سال ۱۸۹۴ ساخته شد.